# Louis-Adolphe Bertillon
Pour les articles homonymes, voir Bertillon.
Louis-Adolphe Bertillon est un médecin, statisticien et anthropologue français né le 2 avril 1821 à Paris et mort le 28 février 1883 à Neuilly-sur-Seine.

## Biographie

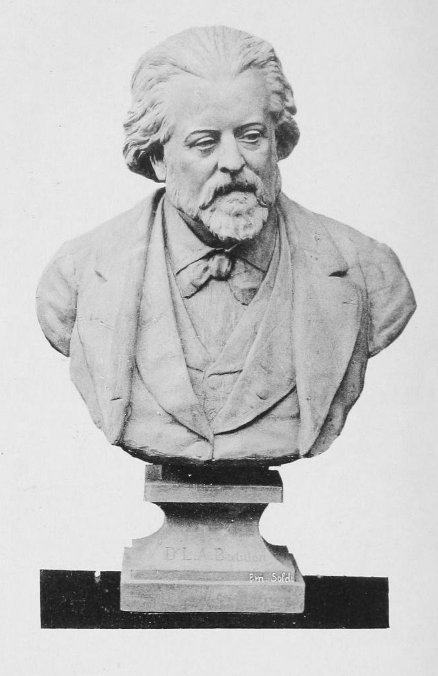
Buste du docteur.

Ami de Jules Michelet, proche du mouvement socialiste, Louis-Adolphe Bertillon commence une carrière de médecin avant de se consacrer à l’emploi de la démographie pour effectuer des études anthropologiques. Il étudie les causes de mortalité, dont il propose la première nomenclature, et dénonce les détracteurs de la vaccine. Il participe à la fondation de l’école d’anthropologie de Paris dont il fut professeur de démographie. Louis-Adolphe Bertillon était également membre de la Société d'anthropologie de Paris et directeur du Service de statistiques de la Ville de Paris.
Il doit sa notoriété non seulement à ses fonctions, mais aussi aux études qu'il a publiées dont Démographie figurée de la France (1874).
Il est le père d'Alphonse Bertillon et de Jacques Bertillon.
Il fut inhumé à Neuilly.

## Publications
- Valeur philosophique de l'hypothèse du transformisme, Masson et fils, 1871
- Les Mouvements de la population dans les divers États d'Europe et notamment en France
- Démographie figurée de la France, 1874
- Dictionnaire des sciences anthropologiques
- Louis-Adolphe Bertillon, Écrits sur la mortalité (1855-1877), textes rassemblés et commentés par Alain Chenu, INED éditions, 2023